# Reino Hirvonen
Reino Antero Hirvonen, född 14 november 1908 i Nyslott, död 16 augusti 1989 i Helsingfors, var en finländsk geodet. 
Hirvonen, som var son till domkapitelsvaktmästare Simo Hirvonen och Wendla Emilia Paavilainen, blev student 1926, filosofie kandidat 1931, filosofie magister 1932, filosofie licentiat 1934 och filosofie doktor 1936. Han blev tillförordnad yngre statsgeodet 1933, ordinarie 1938, lektor i geodesi vid Tekniska högskolan samma år och var professor där 1950–1975. Han var docent vid Helsingfors universitet 1939–1962 samt gästprofessor och research associate vid Ohio State University från 1951. Han var huvudredaktör för tidskriften Maanmittaus 1952, förman för Finlands akademiska idrottsförbund 1956–1961 samt ordförande i Kansan Raamattuseuran säätiö och Vivamosäätiö från 1965. 